# Intermodulation
Die Intermodulation (IM oder IMD) bezeichnet die Entstehung von Frequenzen, wenn zwei oder mehr unterschiedliche Frequenzen durch ein System mit nichtlinearer Übertragungsfunktion verarbeitet werden. Zur Charakterisierung der nichtlinearen Eigenschaften der Übertragungsfunktion dient die Beschreibung mittels Intercept Points. Intermodulationen treten unter anderem in Systemen der Nachrichtentechnik wie Verstärkern und der Akustik durch nichtlineare Übertragungseigenschaften auf und sind in diesen Anwendungen vielfach unerwünscht.

Ausgangsspektrum eines Verstärkers mit einer Elektronenröhre, der gleichzeitig die beiden Frequenzen 34 kHz und 653 kHz verstärken soll.

## Allgemeines
Im einfachsten Fall von zwei unterschiedlichen Frequenzen {\displaystyle f_{1}} und {\displaystyle f_{2}} welche durch ein System mit nichtlinearen Übertragungsfunktion geleitet werden, bildet sich durch Intermodulation jeweils eine Differenz und eine Summe von Frequenzen, die als Intermodulationsprodukte bezeichnet werden, in der Form:
{\displaystyle k_{1}\cdot f_{1}+k_{2}\cdot f_{2}}
Mit {\displaystyle k_{1},k_{2}} als zwei ganze Zahlen. Die Ordnung {\displaystyle \ O} ist in diesem Fall die Summe der Beträge {\displaystyle \left|k_{1}\right|+\left|k_{2}\right|}. Einige Intermodulationsprodukte im Fall von zwei Frequenzen sind:
2. Ordnung: {\displaystyle |f_{1}\pm f_{2}|}
3. Ordnung: {\displaystyle |2\cdot f_{1}\pm f_{2}|}
3. Ordnung: {\displaystyle |f_{1}\pm 2\cdot f_{2}|}
4. Ordnung: {\displaystyle |3\cdot f_{1}\pm f_{2}|}
4. Ordnung: {\displaystyle |f_{1}\pm 3\cdot f_{2}|}
5. Ordnung: {\displaystyle |3\cdot f_{1}\pm 2\cdot f_{2}|}
5. Ordnung: {\displaystyle |2\cdot f_{1}\pm 3\cdot f_{2}|}
{\displaystyle \dotsc }
Im allgemeinen Fall von {\displaystyle N} Frequenzen sind die daraus gebildeten Intermodulationsprodukte
{\displaystyle \sum _{i=1}^{N}k_{i}\cdot f_{i}}
Die dabei auftretenden Ordnungen {\displaystyle \ O} sind im allgemeinen Fall:
{\displaystyle \ O=\sum _{i=1}^{N}\left|k_{i}\right|}

## Nachrichtentechnik

Frequenzen der Intermodulationsprodukte 3. Ordnung

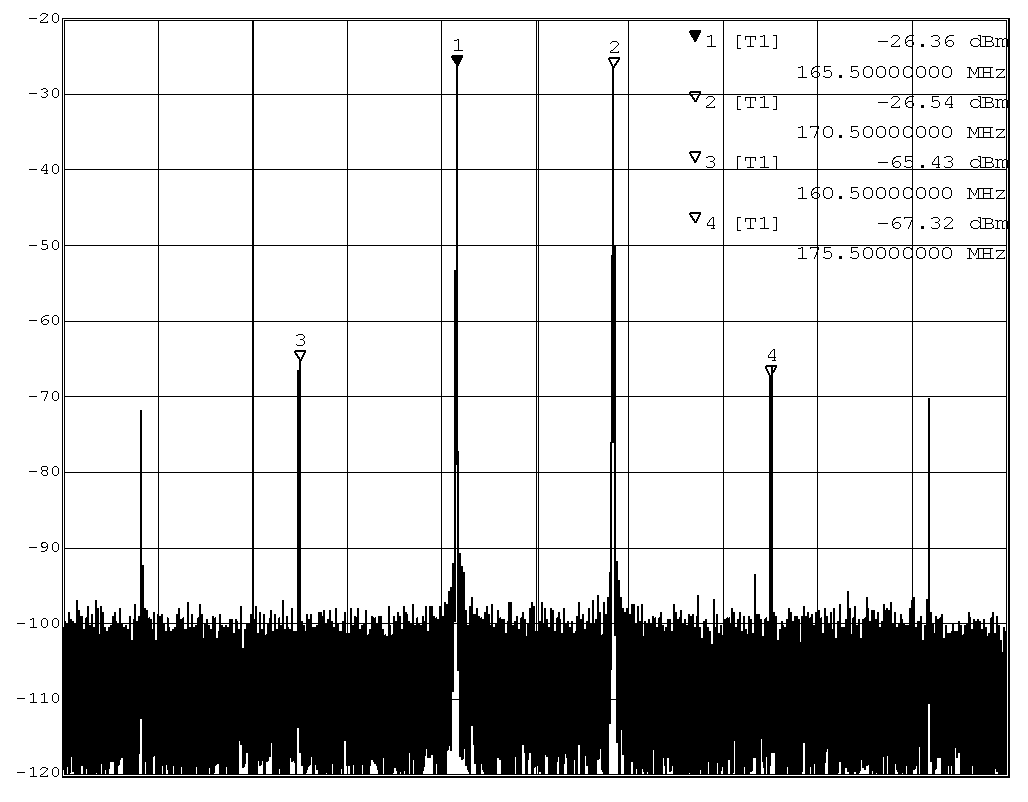
Mit einem Signalanalysator gemessene Intermodulationsprodukte von zwei Signalen. Mit Marker 1 und 2 sind die eingespeisten Signale auf den Frequenzen und markiert. Marker 3 und 4 stehen auf den Intermodulationsprodukten 3. Ordnung (und). Des Weiteren sind Intermodulationsprodukte 5. Ordnung (und) zu sehen.

In der Nachrichtentechnik werden die Intermodulationsprodukte durch Nichtlinearitäten in Bauelementen wie Dioden, spannungsabhängigen Rückwirkungskapazitäten in Transistoren oder spannungsabhängigen Widerständen verursacht. Diese sind in additiven Mischern erwünscht, um Kombinationsfrequenzen zu erzeugen.
Vereinfacht für gedächtnislose Systeme (d. h. die Vorgeschichte spielt hier keine Rolle) kann die nichtlineare Übertragungsfunktion als
{\displaystyle y(t)=g[x(t)]}
beschrieben werden.
Dabei ist g eine beliebige nichtlineare Funktion, beispielsweise eine Quadratische Funktion. Wegen der Nichtlinearität beeinflussen die Eingangssignale sich gegenseitig. Deshalb ist der Superpositionssatz hier nicht anwendbar.
Mathematisch lässt sich die Intermodulation durch eine Taylor-Reihe beschreiben, sofern die Nichtlinearitäten nicht zu stark sind.
Annäherung mit Taylor-Reihe
{\displaystyle u_{\mathrm {out} }(t)=k_{0}+k_{1}\cdot u_{\mathrm {in} }(t)+k_{2}\cdot {u_{\mathrm {in} }(t)}^{2}+k_{3}\cdot {u_{\mathrm {in} }(t)}^{3}+\dots +k_{n}\cdot {u_{\mathrm {in} }}^{n}}
Je größer die Koeffizienten k2 und k3 sind, umso geringer ist der Intermodulationsabstand 2. und 3. Ordnung.
Die Potenzen {\displaystyle {u_{\mathrm {in} }}^{2}} stehen für Intermodulation 2. Ordnung, {\displaystyle {u_{\mathrm {in} }}^{3}} für Intermodulation 3. Ordnung usw. Mathematisch lässt sich dies mit Hilfe von Additionstheoremen wie folgt beschreiben:
{\displaystyle {\cos }^{2}{x}={\frac {1}{2}}\cdot \left(\cos {2x}+1\right)}
und
{\displaystyle {\cos }^{3}{x}={\frac {1}{4}}\cdot \left(\cos {3x}+3\cdot \cos {x}\right)}.
Erfolgt nun eine Zweitonanregung mit den Frequenzen f1 und f2, so erhält man am Ausgang des beschriebenen Schaltungsteils Intermodulationsprodukte auf den Frequenzen
{\displaystyle f_{m+n}=m\cdot f_{1}\pm n\cdot f_{2}},
wobei m und n natürliche Zahlen sind, deren Summe der Ordnung der Intermodulation entspricht.
In der Signalübertragung sind die Intermodulation 3. Ordnung ({\displaystyle 2\cdot f_{1}-f_{2}} bzw. {\displaystyle 2\cdot f_{2}-f_{1}}) unerwünscht, da diese in den Nutzfrequenzbereich fallen und schwer oder nicht mehr ausgefiltert werden können.
Auch Intermodulationen 2. Ordnung (2·f1, 2·f2, f1 + f2 sowie f2 − f1) können, je nach Systemaufbau, zu Störungen führen.
Meist sind die Intermodulationsprodukte mit der Ordnung > 3 stark gedämpft oder lassen sich durch den weiten Abstand zur Nutzfrequenz leicht herausfiltern, so dass sie in der Übertragungstechnik keine große Rolle spielen.
Maßnahmen gegen die Intermodulation sind z. B. die Verwendung von Stufen mit hohen Ruheströmen, was allerdings bei batteriebetriebenen Geräten nicht immer möglich ist. Durch Verringerung der Aussteuerung der Empfänger- oder Senderstufen wird auch eine Verbesserung erreicht, allerdings auf Kosten der Eingangsempfindlichkeit bzw. der Sendeleistung.

### Skalare Messung
Mehrheitlich werden die Leistungen der Intermodulationssignale (IM-Signale) rein skalar gemessen. D. h., es werden zwei Signalgeneratoren als Sender und ein Spektrumanalysator als Empfänger verwendet. Das Messobjekt (DUT) befindet sich zwischen Generatoren und Empfänger. Im Gegensatz zu vektoriellen Netzwerkanalysatormessungen werden dabei keine Fehlanpassungen herausgerechnet. Weiterhin steht keine Phaseninformationen der IM-Signale zur Verfügung.
Bei diesen Messungen muss immer darauf geachtet werden, dass keine IM-Signale vom Sender und/oder Empfänger erzeugt werden. Insbesondere beim Empfänger müssen dafür schmalbandige Bandpassfilter eingesetzt werden, die verhindern, dass das leistungsstarke Sendesignal am empfindlichen Empfänger aufgrund dessen eigener Nichtlinearitäten IM-Signale erzeugt. Ob ein gemessenes IM-Signal vom DUT oder im Empfänger erzeugt wird, lässt sich zur Laufzeit der Messung durch eine Erhöhung des Eingangsdämpfungsgliedes am Empfänger überprüfen. Werden alle Signalamplituden um den gleichen Faktor reduziert, sind die IM-Signale vom DUT. Erfolgt eine von der Ordnung der Intermodulation abhängige Veränderung der Signalamplituden, handelt es sich um ein vom Empfänger erzeugtes IM-Signal.

### Vektorielle Messung
Alternativ zur skalaren Messung kann basierend auf einer vektoriellen Netzwerkanalysatormessung die vektorielle IM-Messung durchgeführt werden. Diese weist in der Regel viel geringere Messfehler auf, da Fehlanpassungen über eine vorangegangene Kalibrierung automatisch herausgerechnet werden. Der entscheidende Vorteil der vektoriellen Messung liegt darin, die Störquellen modellieren zu können. Selbst die Lage der Störstelle kann nunmehr berechnet werden. Um diese vektorielle IM-Messung durchzuführen, ist es notwendig, den Netzwerkanalysator absolut zu kalibrieren. Dafür werden die zwei zusätzlichen Kalibrierstandards Leistungsmesskopf und Kammgenerator benötigt. Das Kalibrierverfahren Without Thru hilft, über nur ein physikalisches Tor zwei virtuelle Tore zu kalibrieren.

## Vorkommen

### Lautsprecher
Bei Lautsprechern ist die Intermodulation die typische Verzerrung, die bei hohen Basspegeln je nach Qualität der Lautsprecher früher oder später hörbar wird. Die Wandlereffizienz für wiederzugebende hohe Frequenzen wird bei der durch niedrige Frequenzen naturgemäß erzeugten großen Amplitude periodisch immer dann geringer, wenn die Auslenkung groß ist – die Schwingspule verlässt dann den linearen Bereich ihrer Auslenkung. Der lineare Bereich ist durch ihre überstehende Länge im Vergleich zum Luftspalt der Polschuhe gegeben.
Bei Mehrwegesystemen kann Intermodulation daher normalerweise nur in den Frequenzbereichen wirksam werden, die mit dem gleichen Chassis abgestrahlt werden. Da Verzerrungen im Bereich 500 Hz–4 kHz am deutlichsten zu hören sind und Intermodulation am stärksten durch den großen Membranhub tiefer Frequenzen ausgelöst wird, baut man 3-Wege-Lautsprecherboxen: Bässe (Frequenzen unter einigen 100 Hz) und Mitten (Frequenzen ca. 500 Hz–4 kHz) werden mit getrennten Chassis abgestrahlt, wobei der Mitteltöner sorgfältig vor den Luftbewegungen des Basslautsprechers geschützt ist. 3-Wege-Systeme sind daher 1-Wege- und 2-Wege-Konstruktionen diesbezüglich deutlich überlegen. Dennoch muss der Basslautsprecher einer 3-Wege-Box einen großen Bereich linearer Auslenkung aufweisen, um nicht seinerseits Harmonische zu erzeugen.

### Tuner
Ein Qualitätsmerkmal analoger Tuner ist deren Trennschärfe und Großsignalfestigkeit. Ist diese nicht ausreichend gegeben, kommt es zum Parallelempfang verschiedener Sender oder zum Mehrfachempfang des gleichen Senders. Oft ist dies durch Mischprodukte verursacht, die durch Verstärkerstufen verursacht werden, wenn diese nicht ausreichend intermodulationsfest sind.
Im UKW-Bereich tritt Intermodulation 3. Ordnung der Art {\displaystyle 2\cdot f_{1}-f_{2}} bzw. {\displaystyle 2\cdot f_{2}-f_{1}} vor allem in Breitband-Kabelnetzen auf, wenn viele UKW-Hörfunkprogramme angeboten werden, die Abstände der jeweils benachbarten Programme gering und oft gleich sind, z. B. je 300 kHz, 350 kHz oder 400 kHz. Folgen mehrere gleiche Abstände aufeinander, fallen Intermodulationsstörungen 3. Ordnung auf belegte Frequenzen, was sich auch bei korrekter Pegelung der Strecken- und Hausanschlussverstärker in deutlich erhöhtem Rauschen, Zwitschern oder Parallelempfang äußert. Die Intermodulation findet hierbei im ZF-Mischer des UKW-Empfängers selbst statt und kann vom Kunden nicht wirksam unterbunden werden. Einzige Linderung wäre eine schmalbandigere Vorselektion des Tuners, die mindestens einen der Störpartner nicht auf den Mischer gelangen lässt beim Empfang des gewünschten Programms.
Effiziente Abhilfe ist nur durch geschickte Wahl der UKW-Kabelfrequenzen möglich: in einem beliebig im UKW-Bereich platzierten Frequenz-Fenster von mindestens 2, besser 3 MHz Breite sollten niemals identische Abstände zwischen einzelnen UKW-Programmen vorkommen, d. h. Abstände von z. B. 300 kHz – 300 kHz oder 400 kHz – 400 kHz sollten ebenso wenig aufeinander folgen wie z. B. 300 kHz – 400 kHz – 700 kHz. Außerhalb des Fensters von 2–3 MHz Breite wirkt die Vorselektion des Tuners ausreichend, um mindestens eine der störenden Frequenzen vom Mischer fernzuhalten.
Kabelnetz-Betreiber können auf EDV-gestützte Planungs-Leistungen entsprechender Unternehmen zurückgreifen bzw. händisch mittels einer tabellarischen Planungshilfe des Kopfstellen-Herstellers BLANKOM funktionierende Frequenzbelegungen ermitteln.
Auch Funkmikrofone können sich bei ungünstiger Trägerfrequenzwahl gegenseitig durch Intermodulation stören.

### Innenohr (Cochlea)
Intermodulationsverzerrungen treten auch im Innenohr von Säugetieren durch die nichtlinear-verstärkenden Eigenschaften der Hörschnecke (Cochlea) auf. Diese Verzerrungen machen sich in Form von sogenannten Kombinationstönen bemerkbar und sind unter bestimmten Umständen wahrnehmbar und auch messbar. Diese so genannten distorsiv produzierten otoakustischen Emissionen (DPOAEs) lassen sich diagnostisch erfassen und auswerten.